# 이드카를루스 콘세이상 산투스
이드카를루스 콘세이상 산투스(Edcarlos Conceição Santos, Edcarlos, 1985년 5월 10일 ~ )는 브라질의 축구 선수이다. 현재 소속이 없으며 K리그 등록명은 애드깔로스이다.